# Скрипник Євдоким Якович
Євдоким Якович Скрипник (1873 — ?) — селянський депутат Державної думи I скликання від Херсонської губернії.

## Біографія
Православний, селянин села Бузино Євгенівської волості Тираспольського повіту.
Початкову освіту здобув удома, грамотний. Займався землеробством.
В 1906 був обраний в I Державну думу від загального складу виборщиків Херсонських губернських виборчих зборів. Входив до групи безпартійних. У думських комісіях не перебував, доля після розпуску Думи невідома.